# Cung Lai
Cung Lai (chữ Hán giản thể: 邛崃市, Hán Việt: Cung Lai thị) là một thành phố cấp huyện thuộc thành phố Thành Đô, Cộng hoà Nhân dân Trung Hoa. Thành phố này nằm cách trung tâm Thành Đô 75 km, có diện tích 1377 km2, dân số 650.000 người. Chính quyền thành phố đóng tại trấn Lâm Cung. Cung Lai có hơn 2300 lịch sử, là một trong 4 đại cổ thành của Ba Thục.

## Hành chính
Thành phố Cung Lai có các đơn vị hành chính gồm 18 trấn, 6 hương
- Trấn: Lâm Cung, Dương An, Mưu Lễ, Tang Viên, Bình Nhạc, Giáp Quan, Hoả Tỉnh, Thủy Khẩu, Cố Dịch, Nhiễm Nghĩa, Hồi Long, Cao Canh, Tiền Tiến, Cao Hà, Lâm Tể, Ngoạ Long, Thieen Đài San, Bảo Lâm.
- Hương: Trà Viên, Đạo Tá, Du Trá, Nam Bảo, Đại Đồng, Khổng Minh.